# Émile Pierre De la Montagne

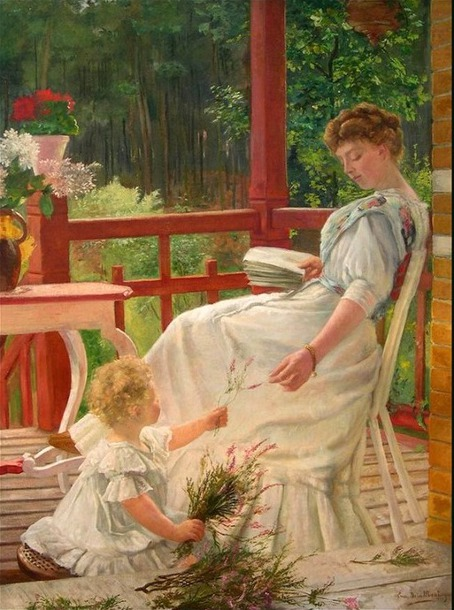
The terrace

Émile Pierre De la Montagne (Antwerpen, 22 oktober 1873 - Elsene 1956) was een Belgische schilder.

## Leven
Emile-Pierre De la Montagne was bekend om zijn genretaferelen, bloemen en wandschilderingen. Hij kreeg zijn opleiding aan de academie van Antwerpen Daarna specialiseerde hij zich in monumentale kunst aan de academie van Brussel om vervolgens portretschilderen in Parijs te volgen. Tijdens de Eerste Wereldoorlog verbleef hij in Engeland en kreeg hij talrijke portretopdrachten. Als decorateur verzorgde hij wandschilderingen in het stadhuis van Antwerpen.
Op basis van correspondentie van een vriend van De la Montagne wordt beweerd dat in zijn Engelse tijd, Winston Churchill een leerling van hem is geweest.

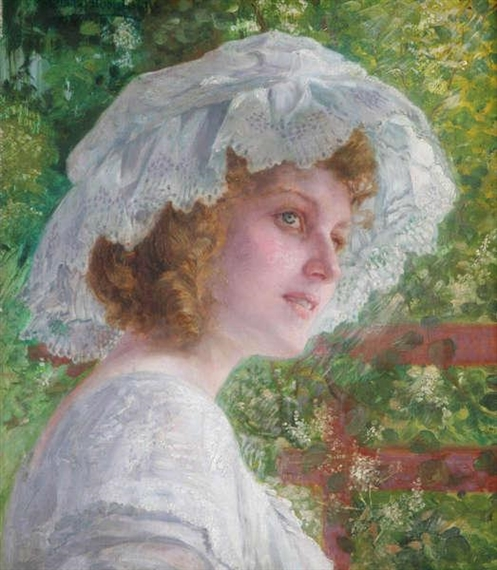
Printemps

- RKD-Nederlands Instituut voor Kunstgeschiedenis: 20720
- Union List of Artist Names: 500042449
- Virtual International Authority File: 95958094